# ポール・ベルモンド
ポール・アレクサンドル・ベルモンド（Paul Alexandre Belmondo, 1963年4月23日 - ）は、フランスの元レーシングドライバー。

## 経歴

### 生い立ち
フランスを代表する人気俳優のジャン＝ポール・ベルモンドの息子としてパリ郊外のブローニュ＝ビヤンクールで生まれる。1981年にモナコのステファニー王女の恋人であるとして報道された。

### レースデビュー
1979年にレーシングカートを経て、1982年にフォーミュラ・ルノーに参戦し、1984年にはフランスF3選手権にステップアップしランキング4位に入る。1987年から国際F3000選手権にステップアップ。F3000には5年間フル参戦しポイント獲得は2回、決勝最高位は5位1回であった。

### F1
1990年夏に、翌年から2カー体制へと規模拡大してのF1参戦を希望していたイタリアの小チーム・オゼッラからオファーがあり、1991年のオプション契約を結んだ。しかしF3000の実績で入賞回数が少なかったため、ベルモンドへのスーパーライセンス発給が認められるか不確実だとチームが判断しレギュラーシート契約は見送られた。

#### 1992年
前年までレイトンハウスF1チームとして参戦していたマーチのセカンドドライバーとしてF1シートを得た。しかし年間全戦の契約ではなく、マーチに持ち込むスポンサー資金による8月までの契約だった。
開幕戦から同じマシンに乗るカール・ヴェンドリンガーの予選ラップタイムより2.4秒離され、第10戦まで予選成績全敗、6度の予選落ちを喫するなど苦戦。第11戦ハンガリーGPで初めて予選でヴェンドリンガーに勝ち、決勝レースも9位で完走したが、同年の国際F3000選手権で4連勝を記録しタイトル争い中のエマニュエル・ナスペッティが新スポンサー持参でマーチと交渉し契約、ベルモンドのマーチでの参戦は終了となった。ハンガリーGPでの9位完走は結果としてベルモンドのF1キャリアハイとなった。

#### 1993年
シーズン開幕前にはドライバー発表が遅れていたラルースのテストドライブを担当し、92年型のマシンに93年仕様ランボルギーニV12エンジンを搭載したマシンで潤滑システム評価などを担った。しかし正ドライバーには選ばれず、1993年はレースシートを得られなかった。

#### 1994年
1994年からF1にステップアップしたパシフィックのセカンドドライバーとしてF1に戻った。

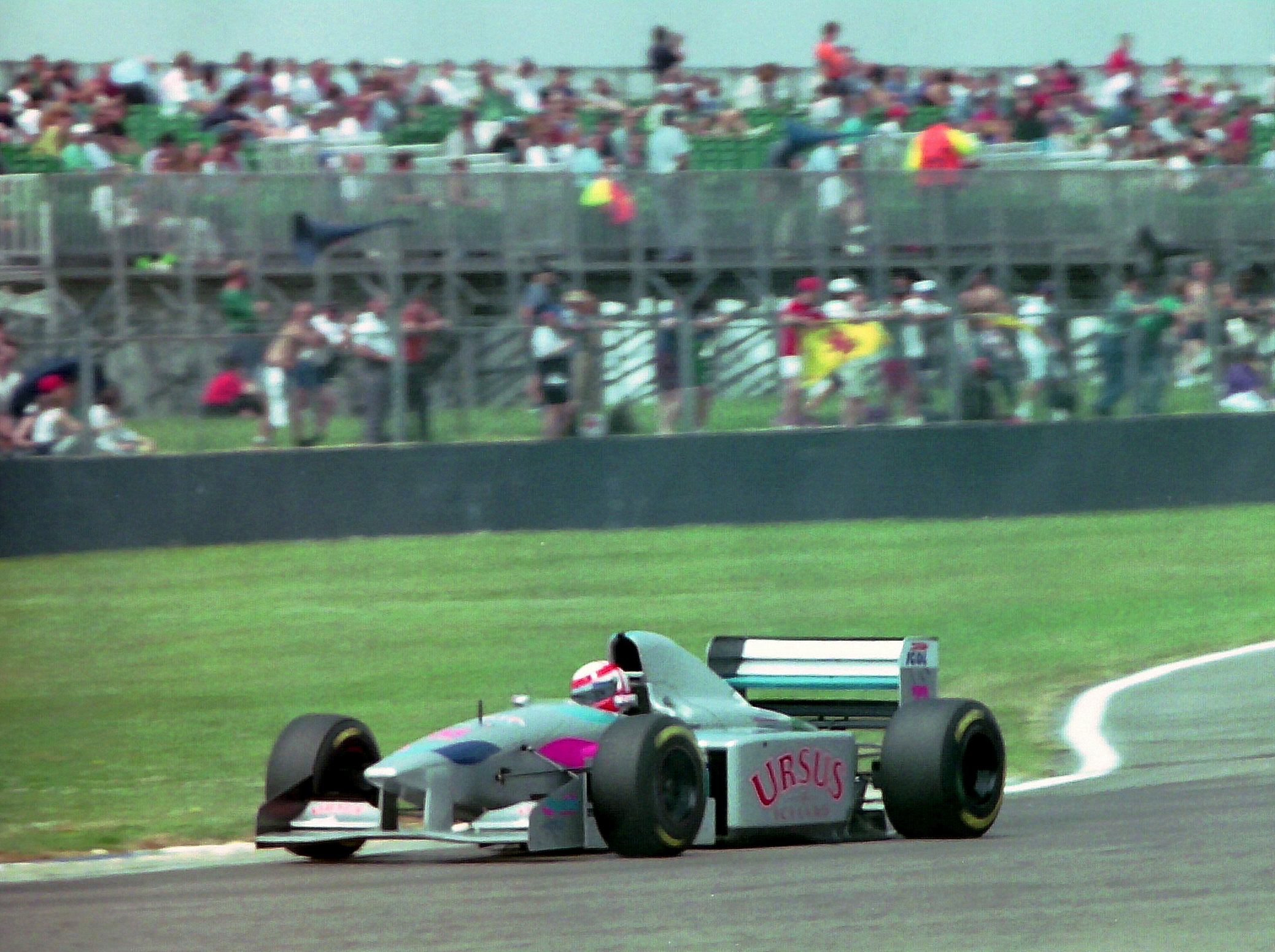
1994年イギリスGPでのベルモンド

しかし、同チームのシャシーは1991年にシャーシコンストラクターのレイナードがF1参戦を計画した際にロリー・バーンとパット・シモンズが設計した図面をベースとしており、新たにパシフィック・PR01と名付けられてはいたがすでに3年落ちとなる古い設計コンセプトだった。エンジンも前年ザウバーが使用していたイルモアの型落ちエンジンを搭載しており、チームには元々の設計図面や開発のための風洞研究設備も無く戦闘力に乏しかった。チームメイトのベルトラン・ガショーと2台そろって予選を通過できたのは、カール・ヴェンドリンガーのクラッシュの影響でザウバーの2台が欠場したモナコGPと、金曜フリー走行でシムテックのアンドレア・モンテルミーニがクラッシュし予選以降を欠場したスペインGPで、この年ベルモンドが決勝レースに進出したのはこの2レースだけで完走は無かった。ファーストドライバーのガショーも決勝進出は5レースだけで完走は無く、パシフィックの2台は以後最終戦まで予選不通過を続けた。この年F1に参戦した全13チームの中での13番目のチームとして1年を過ごしたパシフィックは翌年に向けて参戦が困難となったチーム・ロータスとの合併を模索していたが、ベルモンドに契約延長オファーは無くF1シートを失った。

### その後
フォーミュラカーからは撤退し、1999年からはFIA GT選手権に「ポール・ベルモンド・レーシング」のオーナー兼ドライバーとしてクライスラー・バイパー GTS-Rで参戦を開始、ル・マン24時間レースにもティアゴ・モンテイロとともに参戦する。ル・マンにはドライバーとしては2005年まで参戦、チームとしては2006年まで参戦した。このほかパリ・ダカールラリーや、2004年にはワールドシリーズ・バイ・ニッサンにフランスF3チャンピオンの福田良を起用し参戦した。
2007年のFIA GT2カップへのスポット参戦を最後にドライバーとしての参戦を引退したが、7年のブランクを経て2014年のル・マン・クラシックにフォード・GT40で参加、以後ゲストドライバーとして不定期に2017 GT4 European Series Southern CupなどのGTレースに参加している。
レーサーとして一線を退いて以後は、名優である父の後を追い演劇界に進み、俳優としてテレビドラマや映画に出演するほか、劇場の支配人などもしているという。

## レース戦績

### フランス・フォーミュラ3選手権
| 年     | エントラント                   | シャーシ        | エンジン           | 1      | 2       | 3       | 4      | 5     | 6      | 7     | 8        | 9      | 10    | 11      | 12    | 順位 | ポイント |
| ------ | ------------------------------ | --------------- | ------------------ | ------ | ------- | ------- | ------ | ----- | ------ | ----- | -------- | ------ | ----- | ------- | ----- | ---- | -------- |
| 1984年 | NEWMAN オレカ                  | マルティニ Mk42 | アルファロメオ     | ALB 3  | NOG Ret | DIJ 2   | PAU 3  | ROU 7 | CET 4  | MAG 6 | LED 8    | ALB2 6 |       |         |       | 4位  | 59       |
| 1985年 | デビッド・プライス・レーシング | ラルト RT3      | フォルクスワーゲン | NOG 3  | MAG 3   | LED 7   | PAU 6  | LAC 9 | ROU 11 | DIJ 9 | LEC 12   | NOG2 8 | ALB 1 | CET Ret |       | 6位  | 53       |
| 1985年 | デビッド・プライス・レーシング | レイナード 853  | フォルクスワーゲン |        |         |         |        |       |        |       |          |        |       |         | LEC 9 | 6位  | 53       |
| 1986年 | デビッド・プライス・レーシング | レイナード 863  | フォルクスワーゲン | NOG 10 | ALB 12  | MAG Ret | PAU 12 | LAC 9 | ROU 11 | LEC 5 | ALB2 Ret | BUG 6  | LED 6 | CET 8   |       | 12位 | 23       |

*太字はポールポジション、斜字はファステストラップ。

### マカオグランプリF3
| 年     | チーム | シャーシー/エンジン               | 予選 | レース1 | レース2 | 総合順位 |
| ------ | ------ | --------------------------------- | ---- | ------- | ------- | -------- |
| 1984年 | オレカ | マルティーニ・Mk42 アルファロメオ | 27位 | 14位    | 17位    | 14位     |

### ドイツ・フォーミュラ3選手権
| 年     | エントラント                   | シャーシ        | エンジン       | クラス | 1   | 2   | 3   | 4   | 5   | 6   | 7   | 8      | 9       | 10  | 11   | 12     | 順位 | ポイント |
| ------ | ------------------------------ | --------------- | -------------- | ------ | --- | --- | --- | --- | --- | --- | --- | ------ | ------- | --- | ---- | ------ | ---- | -------- |
| 1984年 | マルティニ・レーシング・オレカ | マルティニ Mk42 | アルファロメオ | A      | ZOL | HOC | AVU | MAI | KAU | WUN | NÜR | ERD    | ZOL2    | SAL | NÜR2 | ZOL3 8 | -    | -        |
| 1986年 | デビッド・プライス・レーシング | レイナード 863  | アルファロメオ | A      | ZOL | WUN | HOC | NOR | ERD | ÖST | NÜR | ZOL2 4 | NÜR2 12 | SAL | NÜR3 |        | 19位 | 10       |

### 国際F3000選手権
| 年     | 所属チーム                       | シャシー        | エンジン       | 1       | 2       | 3       | 4       | 5       | 6       | 7       | 8       | 9       | 10      | 11      | 順位 | ポイント |
| ------ | -------------------------------- | --------------- | -------------- | ------- | ------- | ------- | ------- | ------- | ------- | ------- | ------- | ------- | ------- | ------- | ---- | -------- |
| 1987年 | GDBAモータースポーツ             | ローラ・T87/50  | コスワース DFV | SIL 18  | VLL 16  | SPA 11  | PAU 5   | DON 15  | PER Ret | BRH 12  | BIR 12  | IMO DNQ | BUG Ret | JAR 11  | 18位 | 2        |
| 1988年 | ローラ・モータースポーツ         | ローラ・T88/50  | コスワース DFV | JER Ret | VLL 14  | PAU Ret | SIL DNQ | MNZ 8   | PER DNQ | BRH DNQ | BIR 9   | BUG 8   | ZOL Ret | DIJ 11  | NC   | 0        |
| 1989年 | CDMモータースポーツ              | レイナード・89D | コスワース DFV | SIL 13  | VLL Ret | PAU Ret | JER Ret | PER Ret | BRH 12  | BIR Ret | SPA 10  | BUG Ret | DIJ 18  |         | NC   | 0        |
| 1990年 | スーパーパワー・エンジニアリング | レイナード・90D | 無限・MF308    | DON Ret | SIL DNQ | PAU DNQ | JER Ret | MNZ Ret | PER DNQ | HOC 11  | BRH Ret | BIR Ret | BUG 6   | NOG Ret | 22位 | 1        |
| 1991年 | アポマトクス                     | レイナード・91D | コスワース DFV | VLL 14  | PAU Ret | JER 14  | MUG 13  | PER Ret | HOC Ret | BRH DNQ | SPA 12  | BUG Ret | NOG Ret |         | NC   | 0        |

### F1
| 年     | チーム       | シャシー | 1       | 2       | 3       | 4       | 5       | 6       | 7       | 8       | 9       | 10      | 11      | 12      | 13      | 14      | 15      | 16      | WDC  | ポイント |
| ------ | ------------ | -------- | ------- | ------- | ------- | ------- | ------- | ------- | ------- | ------- | ------- | ------- | ------- | ------- | ------- | ------- | ------- | ------- | ---- | -------- |
| 1992年 | マーチ       | CG911    | RSA DNQ | MEX DNQ | BRA DNQ | ESP 12  | SMR 13  | MON DNQ | CAN 14  | FRA DNQ | GBR DNQ | GER 13  | HUN 9   | BEL     | ITA     | POR     | JPN     | AUS     | 26位 | 0        |
| 1994年 | パシフィック | PR01     | BRA DNQ | PAC DNQ | SMR DNQ | MON Ret | ESP Ret | CAN DNQ | FRA DNQ | GBR DNQ | GER DNQ | HUN DNQ | BEL DNQ | ITA DNQ | POR DNQ | EUR DNQ | JPN DNQ | AUS DNQ | NC   | 0        |

### ル・マン24時間レース
| 年     | チーム                                                  | コ・ドライバー                                  | 使用車両                     | クラス | 周回 | 総合順位 | クラス順位 |
| ------ | ------------------------------------------------------- | ----------------------------------------------- | ---------------------------- | ------ | ---- | -------- | ---------- |
| 1985年 | ニューマン・ヨースト・レーシング                        | マウリシオ・デ・ナルバエス ケンパー・ミラー     | ポルシェ・956                | C1     | 277  | DNF      | DNF        |
| 1987年 | ブルン・モータースポーツ                                | ミシェル・トロレ ピア・デ・トワジ               | ポルシェ・962C               | C1     | 88   | DNF      | DNF        |
| 1988年 | クラージュ・コンペティション                            | フランソワ・ミゴール 片山右京                   | クラージュ・C22-ポルシェ     | C1     | 66   | DNF      | DNF        |
| 1989年 | オーバーマイヤー レーシング プリマガス コンペティション | ユルゲン・レーシグ ピエール・イベール           | ポルシェ・962C               | C1     | 61   | DNF      | DNF        |
| 1993年 | TWR ジャガー レーシング                                 | ジェイ・コックラン アンドレアス・フックス       | ジャガー・XJ220              | GT     | 176  | DNF      | DNF        |
| 1995年 | ヴェンチュリー オートモビル SA                          | ジャン＝マルク・グーノン アルノー・トレビシオル | ヴェンチュリー・600LM        | GT1    | 193  | NC       | NC         |
| 1996年 | Ennea SRL Igol                                          | ジャン＝マルク・グーノン エリック・ベルナール   | フェラーリ・F40 GTE          | GT1    | 40   | DNF      | DNF        |
| 1999年 | ポール ベルモンド レーシング                            | ティアゴ・モンテイロ マーク・ロスタン           | クライスラー・バイパー GTS-R | GTS    | 299  | 17位     | 6位        |
| 2004年 | ポール ベルモンド レーシング                            | クロード＝イヴ・ゴセリン マルコ・サビオッツィ   | クラージュ・C65-JPX          | LMP2   | 80   | DNF      | DNF        |
| 2005年 | ポール ベルモンド レーシング                            | ディディエ・アンドレ リック・サザーランド       | クラージュ・C65-フォード     | LMP2   | 294  | 22位     | 3位        |

### 全日本GT選手権
| 年     | チーム                          | 使用車両         | コ.ドライバー        | クラス | 1      | 2       | 3     | 4     | 5       | 6      | 順位 | ポイント |
| ------ | ------------------------------- | ---------------- | -------------------- | ------ | ------ | ------- | ----- | ----- | ------- | ------ | ---- | -------- |
| 1997年 | POWER CRAFT                     | トヨタ・スープラ | ベルトラン・ガショー | GT500  | SUZ 11 | FSW Ret |       |       |         |        | 15位 | 12       |
| 1997年 | RYOWA HOUSE Pacific TEAM CERUMO | トヨタ・スープラ | ベルトラン・ガショー | GT500  |        |         | SEN 8 | FSW 5 | MIN Ret | SUG 11 | 15位 | 12       |